# Berkheim (Esslingen am Neckar)

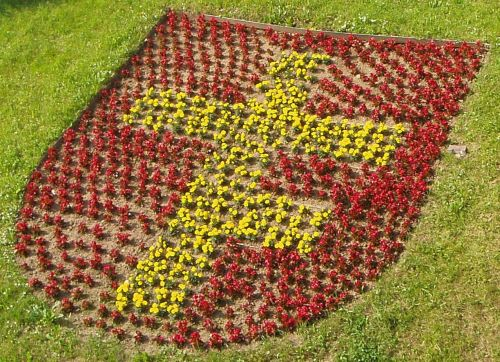
Das Wappen aus Blumen im Ortszentrum

Berkheim ist ein Stadtteil von Esslingen am Neckar und ist der südlichste Ortsteil. Er liegt auf der Filderebene südöstlich von Zollberg. Westlich davon liegt Nellingen.

## Ortsgliederung
Zu Berkheim gehören der Ortsteil Berkheim, die Höfe Grundhöfe und Lindenhof und der Wohnplatz Hammerschmiede.

## Geschichte
Auf dem Gebiet von Berkheim gibt es Spuren einer Besiedlung seit dem 3. Jahrtausend v. Chr. Aus der Römerzeit gibt es Spuren in Form einer Villa. Die erste kleine Holzkirche entstand gegen Ende des 7. Jahrhunderts.
1142 wurde Berkheim von Graf Berthold von Hohenberg-Lindenfels dem Kloster Denkendorf vermacht. Als sich das Kloster unter den Schutz Württembergs stellte, geriet Berkheim zwischen die Fronten.
1535 wurde Berkheim evangelisch.
Im 19. Jahrhundert wurde aus dem Bauerndorf im Zuge der Industriellen Revolution eine Arbeiterwohngemeinde. Immer mehr Einwohner arbeiteten in den Esslinger Fabriken. Von 1926 bis 1978 bediente die Straßenbahn Esslingen–Nellingen–Denkendorf die Gemeinde. Deren einzige Haltestelle auf Berkheimer Gemarkung, die Station Linde, lag jedoch weitab vom Ortskern auf freiem Feld. Die immer wieder geplante Stichstrecke in die Ortsmitte konnte nie realisiert werden.
Am 1. Mai 1974 wurde Berkheim nach Esslingen eingemeindet. Damit wurde auch die unechte Teilortswahl eingeführt, die gewährleistete, dass im Esslinger Gemeinderat immer drei Berkheimer vertreten waren. Weiterhin wurde Berkheim im Vertrag eine eigene Ortsverwaltung zugestanden.
2009 wurde die Ortschaftsverfassung abgeschafft, die Aufgaben des Ortschaftsrates übernahm ein Bürgerausschuss.

## Wappen
Das ehemalige Gemeindewappen zeigt in Rot ein goldenes Patriarchenkreuz mit halbem unterem Querbalken (links).

## Politik
In Berkheim wurde am 13. Juni 2004 zum letzten Mal ein Ortschaftsrat gewählt. Bis dahin hatte der Ortschaftsrat 18, danach 14 Sitze. Ortsvorsteher war Polizeihauptkommissar Gerd Moßler. Nach Ablauf der Wahlperiode 2009 wurde die Ortschaftsverfassung abgeschafft und der Ortschaftsrat musste seine Aufgaben an einen Bürgerausschuss abgeben.
Der Ansprechpartner für die Belange des Stadtteils für die Stadtverwaltung und den Gemeinderat von Esslingen ist der Bürgerausschuss Berkheim. Auf der Stadtteilebene gestaltet der Bürgerausschuss das kommunale Leben mit. Er ist Mitglied der Arbeitsgemeinschaft der Bürgerausschüsse, diese besteht zum Erfahrungsaustausch und zur Koordination der einzelnen Bürgerausschüsse der Stadt. Grundlage für die Arbeitsweise und den Aufbau des Bürgerausschusses und der Arbeitsgemeinschaft ist der von der Arbeitsgemeinschaft am 21. Februar 1991 beschlossene Status.
Als Grundlage für die Zusammenarbeit zwischen dem Bürgerausschuss, dem Gemeinderat und der Verwaltung wurde eine Vereinbarung getroffen. Diese wurde von der Arbeitsgemeinschaft am 17. Juli 1990 gebilligt und vom Gemeinderat am 10. Dezember 1990 genehmigt. Im Juni 2000 wurde sowohl der Status als auch die Vereinbarung redaktionell überarbeitet.
In der öffentlichen Bürgerversammlung, die die Stadt Esslingen, am 23. Juli 2009 in der Osterfeldhalle, in Berkheim durchführte, wurde der erste Bürgerausschuss Berkheim für drei Jahre gewählt.

## Sehenswürdigkeiten

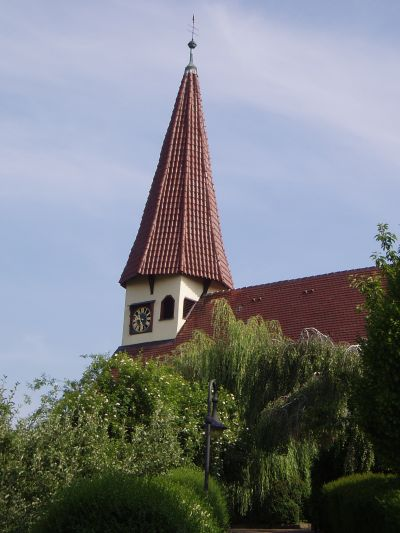
Michaelskirche (erbaut im 12. Jahrhundert)
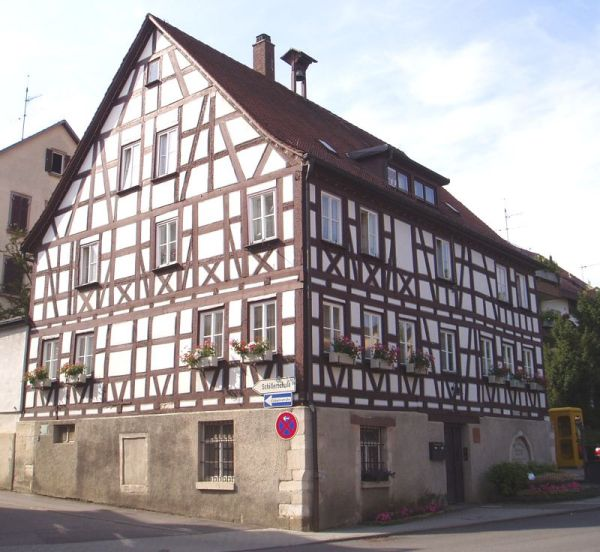
Das Alte Rathaus (erbaut um 1780) liegt an der deutschen Fachwerkstraße
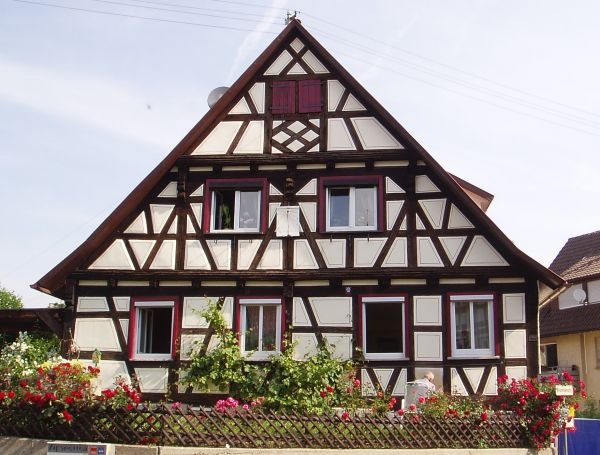
Altes Fachwerkhaus (gegenüber dem Alten Rathaus) aus dem 17. Jahrhundert
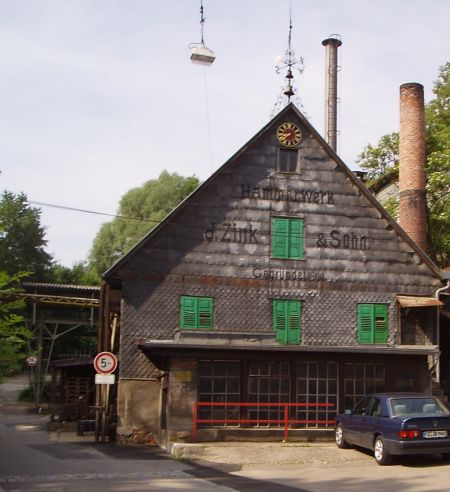
Hammerschmiede

- Die Michaelskirche aus dem 12. Jahrhundert mit einer Orgel von Johann Viktor Gurol dem Jüngeren.

## In Berkheim geboren
- Paul Hildenbrand (1904–1971), Maler